# جسم مادي

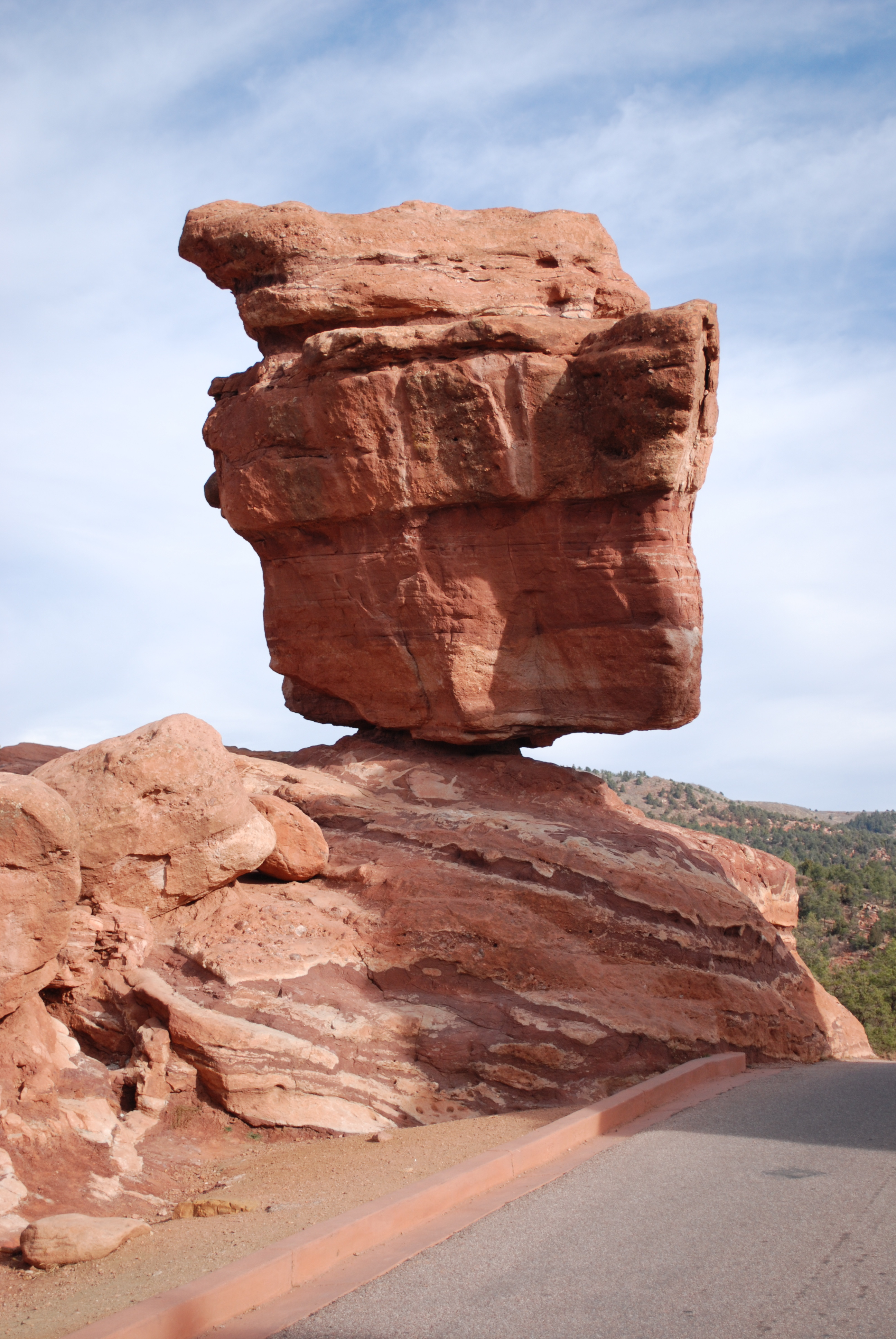

الجسم المادي في علم الفيزياء هو جسم موجود في العالم المادي الملموس بكونه مجموعة كتل تحسب كواحدة. فعلى سبيل المثال تعدّ كرة الكريكيت جسم مادي واحد ولكنها أيضا هي نفسها تحتوي على اجزاء من المادة.
ففي علم الفلسفة؛ وبالأخص أحد أفرع ماوراء الطبيعة المسمى علم الوجود وهي دراسة عن الوجود؛ فالجسم المادي هو شيء ذو بعد يوجد خلال مسار محدد في الفضاء خلال زمن محدد. وهو على النقيض من الجسم المجرد مثل الجسم الرياضي والجسم الافتراضي والتي لا تظهر في زمن أو مكان محدد
المفهوم العام للأجسام المادية هو أنه لديها القدرة على التمدد في العالم المادي، مع أنه توجد نظريات لفيزياء الكم وعلم الكون الفيزيائي تحد منها.

## في الفيزياء الكلاسيكية والميكانيك وفيزياء الكم وعلم الكون
الجسم المادي هو جسم يمكن للنظريات الميكانيكا الكلاسيكية أو ميكانيكا الكم وكذلكالتجارب خلال أجهزة قياس أن تعطي وصفا له. ويشمل ذلك تحديد مسار لموقع ما خلال الفضاء وفي بعض الحالات اتجاهه في الفضاء، خلال فترة زمنية، وكذل عمل الوسيلة الممكنة لتغيير ذلك عن طريق بذل قوة.
في الفيزياء الكلاسيكية فإن الجسم المادي هو جسم له كتلة، وليس فقط طاقة، فهو ثلاثي الأبعاد، (أي يتمدد في الفضاء خلال أبعاد ثلاث) وله مسار لموقع واتجاه في الفضاء، وله فترة زمنية محددة. وهو موضوع دراسة في تجربة والموضوع الذي أشير إليه في قانون الفيزياء أو الفيزياء النظرية. ويمكن اعتبارها ككل، ولكن يمكن أن تكون توليفة من مجموعة أصغر من الأجسام المادية مثل الكرة وبروتون أو حتى الكوكب.
على سبيل المثال فإن قوة الجاذبية ستسارع الجسم إذا لم يكن لها دعم، مما يسبب في تغيير موقعها (وهذا يعني أنه سيكون سقوط حر). لكن ينبغي الإشارة إلى أنه ليس من الضروري أن يكون هناك أي قوة لتغير مكان الجسم فيما عدا معدل التغير في مكان الجسم، مما يعني أن سرعتها سوف تتغير بتأثير تلك القوى.
لكن في فيزياء الكم وعلم الكون الفيزيائي هناك جدل ماإذا كانت بعضا من الجسيمات الأولية ليست أجساما، ولكنها مجرد نقطة غير قابلة للتمديد في الفضاء المادي خلال الزمكان، أو قد تمتد في بعد واحد على الأقل بالفضاء كما هو الحال في نظرية الأوتار أو نظرية-إم